# 塞尔维尼莱圣巴尔布
塞尔维尼-莱圣巴尔布（法語：Servigny-lès-Sainte-Barbe，法語發音：[sɛʁviɲi lɛ sɛ̃t baʁb]，意为“圣巴尔布附近的塞尔维尼”）是法国摩泽尔省的一个市镇，属于梅斯区。

## 地理
塞尔维尼-莱圣巴尔布（49°8'57"N, 6°16'34"E）面积3.09 平方千米，位于法国大東部大區摩泽尔省，该省份为法国东北部内陆省份，是洛林的一部分，西南接默尔特-摩泽尔省，东临下莱茵省，北与卢森堡和德国接壤。
与塞尔维尼-莱圣巴尔布接壤的市镇（或旧市镇、城区）包括：法伊、努瓦斯维尔、努伊、勒通费、圣巴尔布。
塞尔维尼-莱圣巴尔布的时区为UTC+01:00、UTC+02:00（夏令时）。

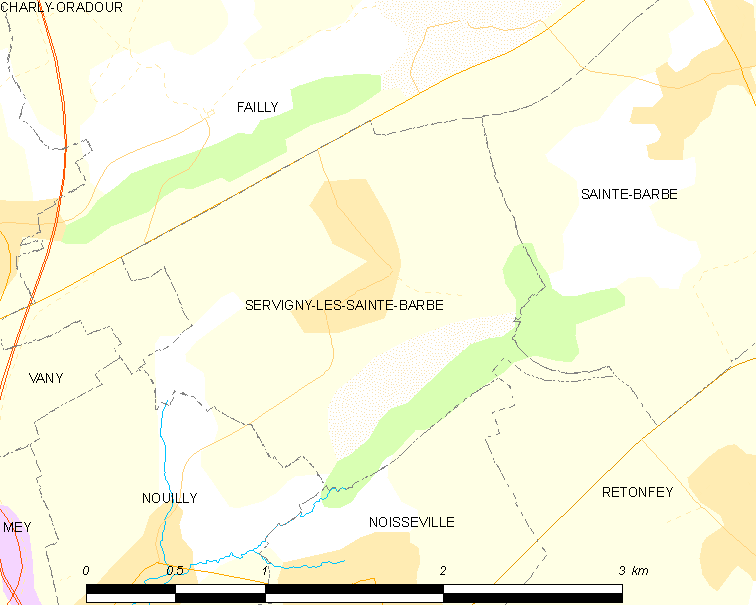
塞尔维尼-莱圣巴尔布的OSM定位图

## 行政
塞尔维尼-莱圣巴尔布的邮政编码为57640，INSEE市镇编码为57649。

## 政治
塞尔维尼-莱圣巴尔布所属的省级选区为梅斯地区县。

## 人口

1962-2008年间塞尔维尼-莱圣巴尔布人口变化图示

塞尔维尼-莱圣巴尔布于2022年1月1日时的人口数量为467人。